# Hasse Carlsson (Flamingokvintetten)
Hasse Konrad Carlsson, född 12 november 1944 i Partille, är en svensk musiker, sångare och låtskrivare. Han var verksam som sångare och kompgitarrist i dansbandet Flamingokvintetten sedan starten 1960 fram till bandets upplösning 2022.
Två av hans söner, Tommy och Kim Carlsson, är verksamma som musiker i Arvingarna.
Hasse Carlsson tilldelades Guldklaven i kategorin Årets Sångare 2006 och 2013.